# Everard Bartlett
Everard Verdon Bartlett (Hastings, 6 febbraio 1986) è un ex cestista neozelandese.

## Carriera
Con la Nuova Zelanda ha disputato i Campionati mondiali del 2014 e due edizioni dei Campionati oceaniani (2013, 2015).